# کامرون میچل (هنرپیشه)
کامرون میچل (انگلیسی: Cameron Mitchell؛ ۴ نوامبر ۱۹۱۸ – ۷ ژوئیهٔ ۱۹۹۴) یک هنرپیشه اهل ایالات متحده آمریکا بود.
از فیلم‌ها یا برنامه‌های تلویزیونی که وی در آن نقش داشته است می‌توان به سال محبوب من، چاپارل، دوستم داشته باش یا ترکم کن و آخرین اسلحه اشاره کرد.